# 袁慎芳
袁慎芳，南京航空航天大学教授、博士生导师，中华人民共和国教育部长江学者特聘教授，从事智能结构与健康监测研究。

## 社会兼职
- 欧洲结构健康监测执委会委员
- 中国国家自然科学基金创新群体带头人

## 荣誉
- 中国国家杰出青年科学基金获得者
- 中国教育部长江学者特聘教授
- 中国国家技术发明三等奖
- 中国国家教学成果二等奖